# Peter B. Steiner
Peter B. Steiner (* 26. Februar 1942 in München) ist ein deutscher Kunsthistoriker.

## Leben
Steiner absolvierte zwischen 1948 und 1961 Volksschule und Gymnasium in München. Er studierte Betriebswirtschaftslehre, Germanistik, Kunstgeschichte, Philosophie und Klassische Archäologie in München und Wien und wurde 1969 in München zum Dr. phil. promoviert. Anschließend war er zunächst Mitarbeiter im Verlag Schnell und Steiner und Mitarbeiter am Bayerischen Landesamt für Denkmalpflege.
1973 wurde er zunächst Geschäftsführer des Diözesanmuseums Freising und 1974 Konservator ebendort. 1979 wurde er zum Direktor des Museums ernannt, ein Amt, das er bis zu seiner Pensionierung im Jahr 2007 ausübte. Das Museum in Freising ist weltweit eines der größten Museen für Christliche Kunst. Von 1995 bis 2006 war er Vorsitzender des Bayerischen Museumsverbandes. Er versah Lehraufträge an den Universitäten von München und Eichstätt.
Seit 2007 ist er Honorarprofessor für Kunstgeschichte an der TU München.

## Veröffentlichungen (Auswahl)
- Johann Baptist Straub. Schnell und Steiner, München 1974, ISBN 3-7954-0455-X (= Dissertation).
- Der Maler Albert Burkart. Schnell & Steiner, München 1981.
- mit Hans Ramisch: Die Münchner Frauenkirche. Pfeiffer/Wewel, München 1994.
- Münchner Gotik im Freisinger Diözesanmuseum. Schnell & Steiner, Regensburg 1999.
- mit Petra Giloy-Hirtz: Schöpfung. Hatje Cantz, Ostfildern-Ruit 1999.
- mit Petra Giloy-Hirtz: Himmelfahrt. Hatje Cantz, Ostfildern-Ruit 2000.
- mit Petra Giloy-Hirtz: Gloria Friedmann - Welt 3. Hatje Cantz, Ostfildern-Ruit 2002.
- mit Erich Rinnert: Ehemalige Zisterzienserabteikirche Eußerthal. Schnell & Steiner, Regensburg 2002.
- St. Michael in Berg am Laim. Schnell & Steiner, Regensburg 2003.
- Pfarr- und Wallfahrtskirche Maria Thalkirchen. Schnell & Steiner, Regensburg, 3. Aufl. 2007.
- Basilika Osterhofen. Schnell & Steiner, Regensburg, 22. Aufl. 2008.
- Die Asamkirche in München. Kunstverlag Josef Fink, Lindenberg im Allgäu 2010.
- Katholische Pfarrkirche St. Martin Garmisch. Kunstverlag Josef Fink, Lindenberg im Allgäu 2017.